# Dan Immerfall
Daniel James Immerfall, detto Dan (Madison, 14 dicembre 1955), è un ex pattinatore di velocità su ghiaccio statunitense.

## Palmarès

### Olimpiadi
- 1 medaglia:
  - 1 bronzo (Innsbruck 1976 nei 500 metri)